# Arthur Jones
Arthur Allen Jones (22 de noviembre de 1926; 28 de agosto de 2007) fue un inventor estadounidense, fundador de Nautilus y MedX Corporation y el inventor de las máquinas de ejercicio Nautilus, incluida la máquina de pulóver Nautilus, que fue la primera en ser vendida en 1970. Arthur nació en Arkansas, y creció  en Seminole, Oklahoma.

## Logros
Las ideas de Jones ayudaron a abandonar el concepto que la gente tenía del fisiculturismo y el entrenamiento de fuerza de la escuela de entrenamiento de Arnold Schwarzenegger, que implicaba horas en el gimnasio usando pesas libres, hacia el entrenamiento de alta intensidad. Esta supone de realizar una sola serie por ejercicio con la máxima intensidad hasta llegar al fallo muscular momentáneo. Algunas de las personas famosas que entrenaron siguiendo las ideas de Jones son Mike Mentzer (quien contribuyó a la popularidad del entrenamiento de alta intensidad), Casey Viator (que participó en el «Experimento de Colorado») y Eddie Robinson (quien trabajó con Jones y participó y entrenó con la gama de máquinas Nautilus, que ahora es Hammer Strength).
Las publicaciones de Jones incluyen los Boletines de Nautilus, cuyo objetivo era disipar los mitos contemporáneos del ejercicio y del entrenamiento. También escribió y publicó "The Cervical Spine, Lumbar Spine And The Knee" (La columna cervical, columna lumbar y rodilla), que proporcionaba por primera vez una descripción completa de la función de la espina lumbar y su verdadero rango de movimiento.
Otras publicaciones incluyen los resultados de los estudios de Jones sobre las diferentes respuestas de las estructuras musculares expuestas a cantidades variables de ejercicio durante un limitado e ilimitado rango de movimiento. Jones etiquetó a estas respuestas como respuesta de tipo S para la específica y de tipo G para la general. Fue uno de los primeros investigadores en experimentar exclusivamente con el entrenamiento excéntrico en sujetos de prueba y fue uno de los primeros en sugerir la superioridad y la importancia del entrenamiento excéntrico para la fuerza. Fue el inventor del equipo de ejercicio infimetric y akinetic. Fue el primer diseñador de máquinas de ejercicios en utilizar levas, en vez de las poleas, en máquinas de ejercicio, hace posible por primera vez que la resistencia varíe a lo largo de las curvas de fuerza generada por las estructuras musculares del ser humano.
La llegada de las máquinas Nautilus hizo que el entrenamiento de resistencia fuera atractivo para el público en general, lo que alimentó el auge del fitness en le década de los años 1970 y 1980, dando lugar a los gimnasios Nautilus en los centros comerciales de todo Estados Unidos.
En la actualidad, Nautilus Inc. comercializa las Bowflex, Stairmaster y las líneas de productos Nautilus. Estas líneas de productos no están afiliadas con Jones. La tecnología de curvatura utilizada en Bowflex "power rod" está basada en parte en las ideas de Jones debido a su uso de la resistencia variable.
La compañía y las máquinas Nautilus que él formó para venderlos hizo a Jones multimillonario y lo colocó en el Forbes 400| La lista Forbes de las 400 personas más ricas. En un momento, los analistas financieros estimaron que Nautilus obtenía unos ingresos brutos de 300 millones de dólares anuales. En 1986 vendió Nautilus Inc. por 23 millones de dólares. En 1996, también vendió MedX Corporation y luego se retiró.
El 28 de agosto de 2007, Jones murió de causas naturales en su casa de Ocala, Florida, a la edad de 80 años. Le sobreviven dos hijas y dos hijos, Gary y William Edgar Jones. Gary Jones creó las máquinas de entrenamiento de fuerza Hammer Strength.

## Otros intereses
Jones siempre se enorgullecía de ser un generalista, algo que describe como un distanciamiento de la tozudez y la falta de visión de los «especialistas». En parte, atribuyó esto debido a su crianza en una familia de médicos, ya que encontró que sus actitudes hacia la medicina giraba en torno a lo que les enseñaron y nada más. Una de sus frases favoritas era la de Robert A. Heinlein, que decía «La especialización es para los insectos». Jones mencionaba con frecuencia que sus observaciones obtenidas de la aviación le permitieron entender los requisitos para el desarrollo de las máquinas de ejercicio. Él creía en el hombre competente, en el que «El ser humano debe ser capaz de cambiar pañales, diseñar un edificio, escribir un soneto, reducir una fractura, consolar a los moribundos, recibir órdenes, dar órdenes, resolver ecuaciones(...)»
Jones viajaba y se «aventuraba» mucho, de vez en cuando con su amigo y compañero de aventuras Roy Pinney (camarógrafo de Jones para una serie de TV por suscripción llamada "Wild Cargo"), acampando más o menos durante dos años en diferentes lugares como Rhodesia (ahora Zimbabue) y México. Su lema era «Las mujeres más jóvenes, los aviones más rápidos y los cocodrilos más grandes». El edificio Nautilus de Jones en Lake Helen, Florida, era el hogar de Gomek, un cocodrilo de agua salada de 5 metros y medio al que Jones estaba intentando crecer hasta alcanzar el tamaño récord mundial. También fue un aficionado a las arañas y a los reptiles venenosos, una gran colección que también se alojan en el edificio Nautilus. Dirigió un negocio que implicaba la importación de una gran variedad de animales salvajes, que van desde peces tropicales a serpientes, loros y monos. Su hija tenía una pantera negra adulta que se paseaba libremente por la casa e incluso dormía con ella. En una ocasión, acondicionó algunos de sus aviones jumbo para poder transportar 63 elefantes bebés, que habían quedado huérfanos en África, a su recinto Jumbolair en Florida. Jones filmó la operación completa para la televisión y la tituló «Operación Elefante».
Una vez apareció en el programa Tonight Show con su esposa Terri y presentó a Johnny Carson con un cuerno de rinoceronte y explicó a Johnny que beber el cuerno molido del rinoceronte era afrodisiaco.
Jones también fue el creador de la finca Jumbolair creado originalmente como un refugio de 121 hectáreas para los elefantes huérfanos de África y otros animales salvajes. También mantuvo en la finca de Jumbolair a dos rinocerontes y a un gorila macho de 272 kilogramos, a quien llamó Mickey.
Jones era un piloto consumado con un récord de vuelo de más de 44000 horas, lo que fue especialmente útil para los negocios de importación y exportación de animales que dirigió antes de la fundación de Nautilus Sports Medical Industry.
También fundó MedX Corporation Archivado el 5 de febrero de 2016 en Wayback Machine., en el que invirtió 120 millones de dólares, para desarrollar ejercicios médicos y equipos de prueba para la columna cervical, columna lumbar y la rodilla.